# أورلاندو بويسو
أورلاندو بويسو (بالإسبانية: Orlando Bueso)‏ هو لاعب كرة قدم هندوراسي في مركز الوسط، ولد في 13 مايو 1974 في إدارة أتلانتيدا في هندوراس. لعب مع ريتشموند كيكرز.